# Sweatshop

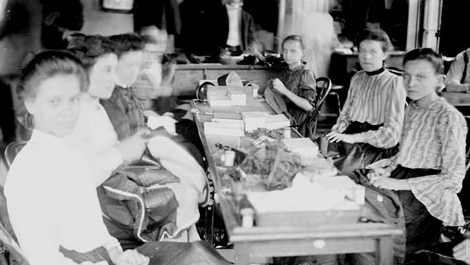
Uma sweatshop em Chicago, EUA, em 1903

Sweatshop (fábrica de suor ou "atelier de miséria" nos termos franceses) é um termo pejorativo para um local de trabalho que tem condições de trabalho  muito precárias e socialmente inaceitáveis  O trabalho pode ser difícil, perigoso, climaticamente impróprio ou mal pago. Trabalhadores em Sweatshops podem ter de trabalhar longas horas, com baixa remuneração, independentemente de leis que obriguem pagamento de horas extras ou um salário mínimo; leis contra o trabalho infantil também podem ser violadas. Os produtos que geralmente são fabricados  nessas fábricas são sapatos, vestuário, brinquedos, chocolate e café.
Multinacionais que foram acusadas de fazer uso dessa forma de trabalho incluem Levi’s, Nike, Tommy Hilfiger, Calvin Klein, Ralph Lauren, Zara entre outras. Marcas de luxo, como Armani, Gucci, Prada, Dolce & Gabbana, Burberry; também foram acusadas.